# Emmer (Weser)
De Emmer is een rivier in Noordrijn-Westfalen en Nedersaksen, Duitsland, die langs Lügde en de zuidelijke wijken van Bad Pyrmont stroomt, en te Emmerthal uitmondt in de Wezer. De vroegere Latijnse naam is Ambriuna. De bron ligt in het Egge-gebergte bij Bad Driburg en Langeland. In de Emmer liggen enkele waterkrachtcentrales, onder andere in Steinheim, Wöbbel, Schieder en Bad Pyrmont.
In de Emmer is tussen Schieder en het bij die plaats horende dorpje Glashütte ten behoeve van de waterhuishouding in de jaren 2010-2015 een apart kanaal gegraven, dat het rivierwater desgewenst langs i.p.v. door het als recreatieplas gebruikte stuwmeer Emmersee (ook wel Schiedersee of Emmerstausee genaamd) leidt. De rivier de Emmer zelf is niet bevaarbaar. De Emmersee of Schiedersee is in de periode 2012-2015 voorzien van extra voorzieningen voor de watersport en voor verblijfsrecreatie ( camping, vakantiehuisjespark, horeca etc.)
Het bekende kasteel Hämelschenburg ligt aan de westoever van de Emmer.

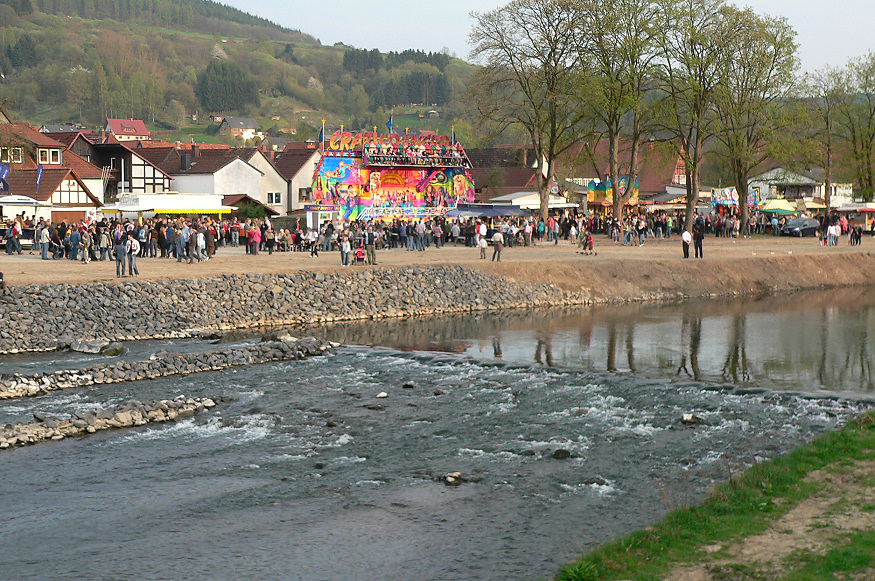
Kermis aan de oever van de Emmer in Lügde
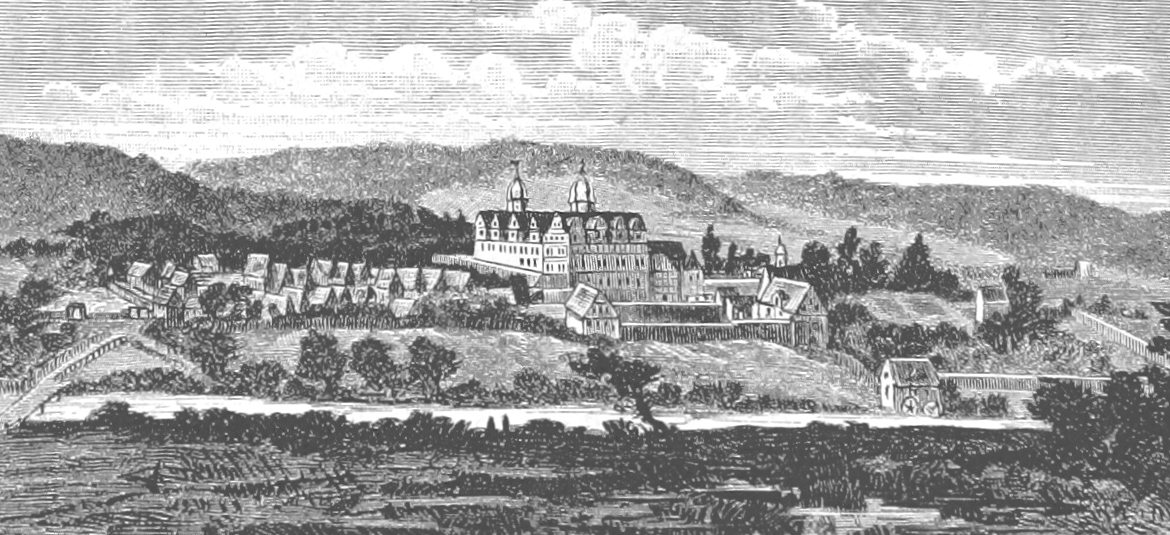
De Hämelschenburg in 1650. Op de voorgrond de Emmer. De situatie is sindsdien weinig veranderd.
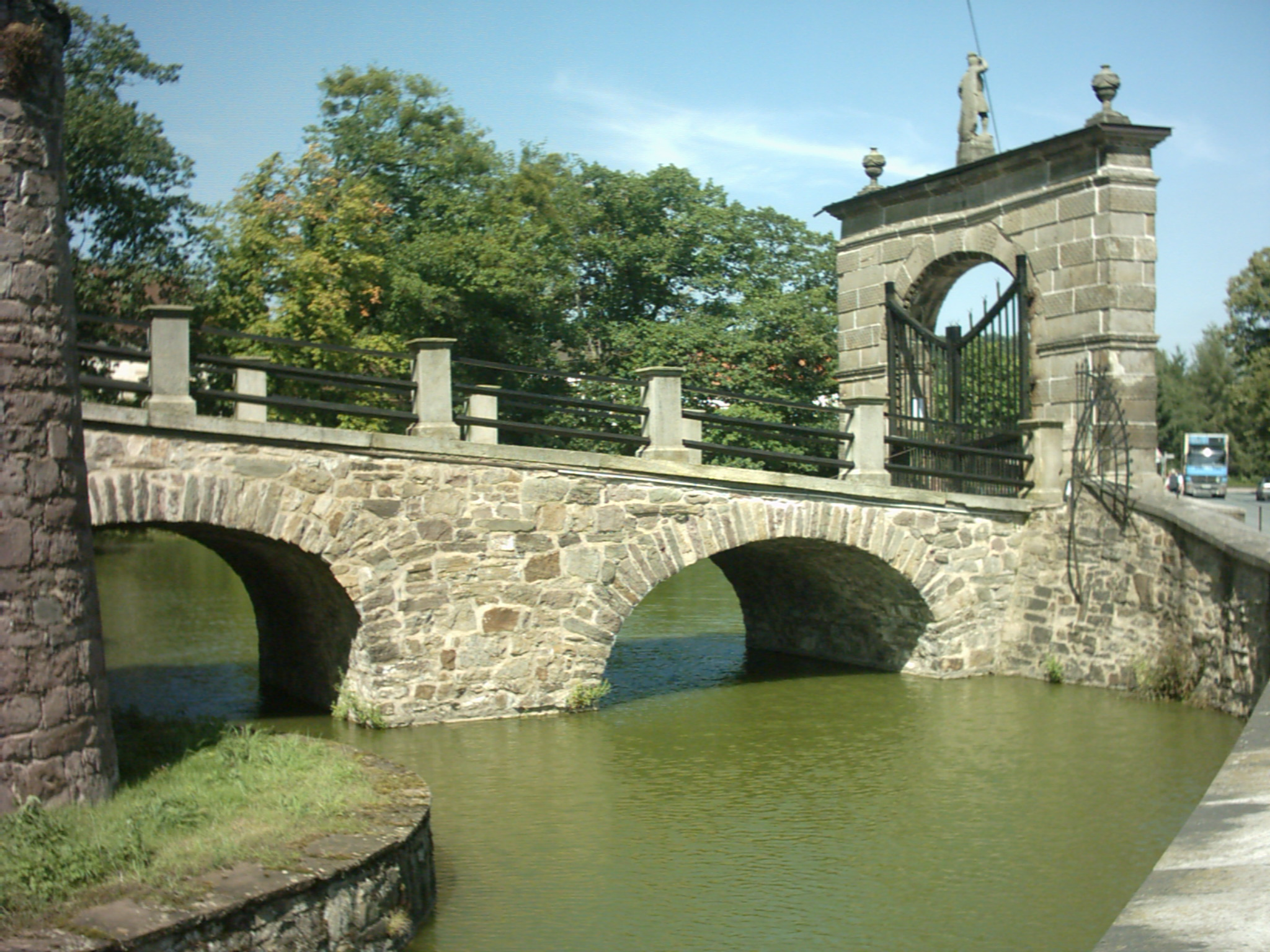
De slotbrug van Hämelschenburg over de Emmer

- Virtual International Authority File: 245399849